# Monte Carlo Masters 2005
Monte Carlo Masters 2005 — тенісний турнір, що проходив на ґрунтових кортах у місті Рокбрюн-Кап-Мартен, Франція з 11 квітня . Належав до категорії ATP Masters Series, був турніром серії Мастерс Монте-Карло 2005 року.

## Фінальна частина

### Одиночний розряд
Рафаель Надаль —  Гільєрмо Кор'я 6–3, 6–1, 0–6, 7–5

### Парний розряд
Леандер Паес /  Ненад Зімоньїч —  Боб Браян /  Майк Браян Walkover